# 图穆-奥其尔·图勒嘎
图穆-奥其尔·图勒嘎（1998年2月11日—），蒙古男子摔跤运动员，2021年世界摔跤锦标赛男子自由式65公斤级铜牌得主、2023年亚洲摔跤锦标赛男子自由式65公斤级银牌得主、2022年亚洲运动会男子自由式65公斤级金牌得主。